# Pararge insularum
Pararge insularum är en fjärilsart som beskrevs av Skriba 1919. Pararge insularum ingår i släktet Pararge och familjen praktfjärilar. Inga underarter finns listade i Catalogue of Life.